# Perioadă de rotație
Perioada de rotație este o perioadă de timp de care are nevoie un obiect cosmic pentru a face rotația completă în jurul axei sale în raport cu stelele. Perioadă de rotație a Pământului în raport cu echinocțiul de primăvară se numește zi siderală.  
Perioadele de rotație ale unor obiecte cosmice:
| Obiect cosmic | Perioadă de rotație                                                                                     | Perioadă de rotație                             |
| ------------- | --- | ----------------------------------------------- |
| Soare         | 25.379995 de zile (ecuatorială) 35 days (latitudine înaltă)                                             | 25ᵈ 9ʰ 7ᵐ 11.6ˢ 35ᵈ                             |
| Mercur        | 58.6462 de zile                                                                                         | 58ᵈ 15ʰ 30ᵐ 30ˢ                                 |
| Venus         | –243.0187 de zile                                                                                       | -243ᵈ 0ʰ 26ᵐ                                    |
| Pământ        | 0.99726968 de zile                                                                                      | 0ᵈ 23ʰ 56ᵐ 4.0910ˢ                              |
| Lună          | 27.321661 de zile (sincronizare față de Pământ)                                                         | 27ᵈ 7ʰ 43ᵐ 11.5ˢ                                |
| Marte         | 1.02595675 de zile                                                                                      | 1ᵈ 0ʰ 37ᵐ 22.663ˢ                               |
| Ceres         | 0.37809 de zile                                                                                         | 0ᵈ 9ʰ 4ᵐ 27.0ˢ                                  |
| Jupiter       | 0.4135344 de zile (interior adânc) 0.41007 de zile (ecuatorială) 0.41369942 de zile (latitudine înaltă) | 0ᵈ 9ʰ 55ᵐ 29.37s 0ᵈ 9ʰ 50ᵐ 30ˢ 0ᵈ 9ʰ 55ᵐ 43.63ˢ |
| Saturn        | 0.44403 de zile (interior adânc) 0.426 de zile (ecuatorială) 0.443 de zile (latitudine înaltă)          | 0ᵈ 10ʰ 39ᵐ 24ˢ 0ᵈ 10ʰ 14ᵐ 0ᵈ 10ʰ 38ᵐ            |
| Uranus        | -0.71833 de zile                                                                                        | -0ᵈ 17ʰ 14ᵐ 24ˢ                                 |
| Neptun        | 0.67125 de zile                                                                                         | 0ᵈ 16ʰ 6ᵐ 36ˢ                                   |
| Pluton        | -6.38718 de zile (sincronizare cu Charon)                                                               | –6ᵈ 9ʰ 17ᵐ 32ˢ                                  |
| Haumea        | 0.163145 de zile                                                                                        | 0ᵈ 3ʰ 54ᵐ 56ˢ                                   |

## Vezi și
- Perioadă sinodică